# Zygomycetes
Zygomycetes is een klasse van schimmels (Fungi) uit de stam van lagere schimmels (Zygomycota).
De soorten uit deze klasse leven op het land als saprofyt of parasiet op planten, dieren of op mensen. De ongeslachtelijke voortplanting vindt plaats via aplanosporen (niet-sterfelijke sporen) in sporangia of via conidia; de geslachtelijke voortplanting via fusie of gametangia, die resulteren in zygosporen met een dikke wand.

## Taxonomie
De taxonomische indeling van de Zygomycetes was als volgt:
Klasse: Zygomycetes
- Orde: Basidiobolales
- Orde: Dimargaritales
- Orde: Endogonales
- Orde: Entomophthorales
- Orde: Geosiphonales
- Orde: Glomales
- Orde: Kickxellales
- Orde: Mortierellales
- Orde: Mucorales
- Orde: Zoopagales